# Complex.h
complex.h es un archivo de cabecera de la Biblioteca estándar de C, en el que se definen funciones para el manejo de números complejos, introducida en la revisión C99 del  lenguaje C.
A diferencia del archivo <complex> de la Biblioteca estándar de C++, en la que los números complejos se implementan mediante clases de plantilla, complex.h hace uso de un nuevo tipo de datos llamado "complex".

## Funciones
A continuación se muestran las funciones declaradas en complex.h, cada función cuenta con una versión para manejar cada uno de los 3 tipos de punto flotante (float, double y long double), en la tabla siguiente solamente se muestra la versión para double. Para llamar a la versión float o long double es necesario agregar f o l, respectivamente, al final del nombre de la función (Por ejemplo cabsf ().
| double cabs(double complex);                         | Magnitud del número complejo          |
| double complex cacos(double complex);                | Coseno complejo inverso               |
| double complex cacosh(double complex);               | Coseno hiperbólico complejo inverso   |
| double carg(double complex);                         | Argumento                             |
| double complex casin(double complex);                | Seno complejo inverso                 |
| double complex casinh(double complex);               | Seno hiperbólico complejo inverso     |
| double complex catan(double complex);                | Tangente compleja inversa             |
| double complex catanh(double complex);               | Tangente hiperbólica compleja inversa |
| double complex ccos(double complex);                 | Coseno complejo                       |
| double complex ccosh(double complex);                | Coseno hiperbólico complejo           |
| double complex cexp(double complex);                 | exponenecial compleja                 |
| double cimag(double complex);                        | Parte Imaginaria                      |
| double complex clog(double complex);                 | Logaritmo natural complejo            |
| double complex conj(double complex);                 | conjugado                             |
| double complex cpow(double complex, double complex); | potencia                              |
| double complex cproj(double complex);                | Proyección compleja                   |
| double creal(double complex);                        | Parte Real                            |
| double complex csin(double complex);                 | Seno complejo                         |
| double complex csinh(double complex);                | Seno hiperbólico complejo             |
| double complex csqrt(double complex);                | Raíz cuadrada                         |
| double complex ctan(double complex);                 | Tangente compleja                     |
| double complex ctanh(double complex);                | Tangente hiperbólica compleja         |